# Бешеные деньги (фильм, 1987)
«Бешеные деньги» (англ. Outrageous Fortune) — американская комедия 1987 года режиссёра Артура Хиллера с участием популярных комедийных актрис Бетт Мидлер и Шелли Лонг.

## Сюжет
Комедия с приключениями. Начинающая актриса Лорен (Лонг) и пробивная Сэнди (Мидлер) к своему ужасу в морге выясняют, что любили и спали с одним и тем же мужчиной, ныне трупом. Этот ловкач к тому же оказывается советским шпионом, пытавшимся разбросать проклятые советские токсины на мирные американские поля. За ним, как, впрочем, и за их русским профессором Станиславом Кразиновским, помимо актрис, охотились и агенты ЦРУ. Однако, приподняв покрывало, они узнают, что в морге лежит совсем не Майкл. На самом деле тот находится в бегах.
Погоня приводит их  к сельской местности Нью-Мексико, где Лорен взята в заложники Майклом и его подручными, которые вынуждают её отправиться на переговоры с ЦРУ с чемоданом,  полным смертельно опасного токсина, а также с Кразиновским с украденными деньгами, которые он намеревался отдать Майклу. Когда торговля идёт наперекосяк, Лорен сбегает и с деньги, и с токсином,   Майкл же преследует её по горячим следам. Загнанная в угол на нескольких горных вершинах, Лорен использует свои прежние балетные навыки, чтобы уклониться от него, кульминацией чего является грандиозное жете. Майкл же трагически погибает, соскользнув со склона горы. Женщины же создают актёрский тандем и вместе исполняют «Гамлета» с Лорен в главной роли и Сэнди в роли Офелии.

## В ролях
- Бетт Мидлер — Сэнди Брозински
- Шелли Лонг — Лорен Эймс
- Питер Койоти — Майкл Сандерс
- Роберт Проски — Станислав Кразиновский
- Джон Шак — агент Эткинс
- Джордж Карлин — Фрэнк Мадрас
- Энтони Хэлд — Уэлдон
- Джи-Ту Кембука — водитель
- Кристофер Макдональд — Джордж
- Роберт Пасторелли — дилер

## Факты
- Бетт Мидлер была на четвёртом месяце беременности, когда начались съёмки. На 7-м месяце съёмки успешно завершились.
- Название фильма взято из Шекспира, «Гамлет», 3 акт, 1 сцена (Монолог Принца датского: «Быть или не быть»). Одна из героинь фильма (Лорен) пытается получить роль в этой пьесе.
- В России фильм демонстрировался по телеканалам под названиями «Возмутительная удача», «Превратности судьбы», «Неприличное везение», «Повезёт, так по-крупному», «Огромное состояние».

## Награды и номинации
- 1988 — Премия Американской комедии года (англ. American Comedy Awards) — за исполнение главной женской роли: Бетт Мидлер
- 1988 — Премия BMI (Broadcast Music, Inc.) — композитору Алану Сильвестри
- 1988 — Номинация на «Золотой глобус» в номинации за исполнение главной женской роли в комедии или мюзикле: Бетт Мидлер[1][2][3]